# NGC 150
NGC 150 este o galaxie spirală, posibil și barată, situată în constelația Sculptorul. A fost descoperită în 20 noiembrie 1886 de către Édouard Stephan. De asemenea, a fost observată încă o dată în anul 1899/1890 de către Herbert Howe și fotografiată încă o dată în anul 1899 de către DeLisle Stewart.